# Мамина, Алёна Александровна
Алёна Александровна Мамина (урожд. Тамкова) (30 мая 1990 года) — российская легкоатлетка.

## Карьера
Родилась в Свердловске. В 2000 году пришла заниматься в СДЮСШОР «Юность», её первым тренером стала Ольга Дейнеко. С 2001 года и по настоящее время Алёна тренируется под руководством Натальи Мерзляковой.
В 2008 году выиграла золото российского чемпионата среди юниоров в забеге на 200 метров.
В 2009 году завоевала серебряную медаль на чемпионате Европы среди юниоров в забеге на 200 метров.
В 2011 заняла первое место на чемпионате Европы среди молодежи в эстафете 4 на 100 метров.
Победительница Всемирной Универсиады 2013 (Казань) в эстафете 4×400 м и серебряной награды на дистанции 400 м.
Победительница Командного Чемпионата Европы 2014 в беге на 400 м. Бронзовый призёр чемпионата России в помещении.
Победитель Всероссийских соревнований на призы Ю.Печенкиной. На командном чемпионате Европы 2015 года, завоевала золото в эстафете.

## Образование
Окончила филиал Уральского государственного университета физической культуры (2012).